# Cover
| Cover |
| --- |
| The Rolling Stones har gjort många covers på andra artisters låtar. - Betydelse – tolkning av annan artists låt - Bakgrund – från 1950-talet - Ursprunglig betydelse – vit artists tolkning av en svart rhythm & blues-artists original |

Cover (uttal: /kavər/; engelska för "täckning"; plural: cover hellre än -s) är någons nyinspelning eller återgivning (tolkning) av en annan musikartists låt. Ordet används flitigt inom populärmusikindustrin. Ursprungligen syftade benämningen på en vit artists ofta mer slätstrukna 1950-talsinspelning av en svart rhythm & blues-artists original. Senare har ordet kommit att syfta allmänt på andras inspelningar av originalinspelningar, oavsett karaktär.
Begreppet kan också användas för en nyinspelning av en låt som görs av originalartisten (vanligen under pseudonym) på ett konkurrerande bolag.

## Historik
Begreppet är äldre, men själva uttrycket myntades 1966, och kommer från engelskans cover i betydelsen ’täcka’. Under 1950-talet gjorde vita artister, som till exempel Pat Boone egna versioner baserades på original av svarta rhythm & blues-artister. Ofta censurerades sexuella anspelningar bort från texterna. One Night Of Sin av Dave Bartholomew blev till exempel One Night With You i Elvis Presleys version. En nyinspelning av One Night Of Sin med originaltext gjordes 1979 av jazzgruppen Sumpens Swingsters på LP:n Hemma hos Sumpen (SWAMP SWLP-791).
En cover kan vara ett återskapande av originalet eller en radikal omarbetning. En coverversion kan också vända sig till en ny publik, som till exempel då Eric Clapton under 1960-talet gav ut rockversioner av blueslåtar av svarta artister från 1920-talet.
Utanför det engelska språkområdet förknippas begreppet cover vanligen med en översättning eller omtolkning av texten till en melodi som redan har blivit populär i ett annat land. Ett exempel på en cover med trogen översättning är Han måste gå (som börjar: tala närmre, håll telefon intill din mun) baserad på originalet He'll have to go (hold your sweet lips a little closer to the phone). Ett exempel på en fri omtolkning är Leva livet baserad på It's my party.
Lars Lilliestam menar att cover per definition handlar om pop och närliggande musik. Inom visa och jazz används i stället begrepp som tolkning eller standards och inom folkmusik varianter eller versioner. En cover förutsätter att det finns en ursprungsversion, en "kanoniserad" inspelning. Ännu under 1930-talet gavs hitlåtar även ut på noter innan flera skivinspelningar gjordes av olika artister för olika skivbolag, vilket gjorde det svårare att tala om originalinspelningar.
Klassiska covers är enligt Patrik Lindgren i Lira Musikmagasin Bridge Over Troubled Water, Killing Me Softly with His Song, Otis Reddings Respect, Hallelujah, My Way, Autumn Leaves och Smells Like Teen Spirit.
Exempel på coverversioner, varav några har fått lika stor uppmärksamhet - eller till och med större - som originalinspelningen.
| Original                       | Original                               | Cover                  | Cover                                  |
| ------------------------------ | -------------------------------------- | ---------------------- | -------------------------------------- |
| Blå Tåget                      | Den ena handen vet vad den andra gör   | Ebba Grön              | Staten och kapitalet                   |
| Gary Moore                     | Over the Hills and Far Away            | Nightwish              | Over the hills and far away            |
| Bob Dylan                      | Mr. Tambourine Man                     | Byrds                  | Mr. Tambourine Man                     |
| The Kinks                      | You Really Got Me                      | Van Halen              | You Really Got Me                      |
| Top Notes & The Isley Brothers | Twist and Shout                        | Beatles                | Twist and Shout                        |
| Pink Floyd                     | Comfortably Numb                       | Scissor Sisters        | Comfortably Numb                       |
| New Order                      | Blue Monday                            | Orgy                   | Two Monday                             |
| Human League                   | Don't You Want Me                      | Alcazar                | Don't You Want Me                      |
| Human League                   | Don't You Want Me                      | The Farm               | Don't You Want Me                      |
| Nine Inch Nails                | Hurt                                   | Johnny Cash            | Hurt                                   |
| Kirsty MacColl                 | They Don't Know                        | Tracey Ullman          | They Don't Know                        |
| The Beatles                    | With A Little Help From My Friends     | Joe Cocker             | With A Little Help From My Friends     |
| Bob Dylan                      | Knockin' on Heaven's Door              | Guns N' Roses          | Knockin' on Heaven's Door              |
| Thor Görans (1994)             | Till min kära                          | Streaplers (1995)      | Till min kära                          |
| Dolly Parton (1974)            | I Will Always Love You                 | Whitney Houston (1992) | I Will Always Love You                 |
| Otis Redding                   | Respect                                | Aretha Franklin        | Respect                                |
| Gwen McCrae                    | Always on My Mind                      | Elvis Presley          | Always on My Mind                      |
| Gwen McCrae                    | Always on My Mind                      | Pet Shop Boys          | Always on My Mind                      |
| Gloria Jones                   | Tainted Love                           | Soft Cell              | Tainted Love                           |
| Yazoo                          | Only You                               | Flying Pickets         | Only You                               |
| Marvin Gaye                    | Wherever I Lay My Hat (That's My Home) | Paul Young             | Wherever I Lay My Hat (That's My Home) |
| Tears for Fears                | Mad World                              | Gary Jules             | Mad World                              |
| David Allan Coe                | Tennesse Whiskey                       | Chris Stapleton        | Tennesse Whiskey                       |
| Bob Dylan                      | Tomorrow is a long time                | Nationalteatern        | Men bara om min älskade väntar         |